# André Neveu
André Neveu, francoski fizik (teoretik), *  28. avgust 1946, Pariz, Francija.

## Življenje
André Neveu je študiral v Parizu na Visoki normalni šoli. Diplomiral je na Univerzi Pariz-jug v Orsayu. 

## Delo
André Neveu je znan po svojem delu na področju teorije strun in kvantne teorije polja. Je tudi soodkritelj Neveu-Schwarzove algebre in Gross-Neveujevega modela. V letu 1971 sta z ameriškim fizikom Johnom Henryjem Schwarzom (rojen 1941) osnovala začetno verzijo teorije superstrun, ki je vodila do odkritja supersimetrije .